# Уайт, Бен
Бе́нджамин Уи́льям Уайт (англ. Benjamin William White; родился 8 октября 1997, Пул), более известный как Бен Уайт (англ. Ben White) — английский футболист, защитник клуба «Арсенал».

## Клубная карьера
Уроженец Пула, Уайт начал футбольную карьеру в академии клуба «Саутгемптон». В возрасте 16 лет был отпущен из команды, после чего стал игроком академии клуба «Брайтон энд Хоув Альбион». 9 августа 2016 года дебютировал в основном составе «Брайтона» в матче Кубка Английской футбольной лиги против «Колчестер Юнайтед».
1 августа 2017 года отправился в аренду в клуб Лиги 2 «Ньюпорт Каунти». 8 августа 2017 года дебютировал за клуб в матче Кубка лиги против «Саутенд Юнайтед». 12 августа 2017 года дебютировал в Английской футбольной лиге в матче против «Кру Александра». 21 ноября 2017 года забил свой первый гол в Футбольной лиге в ворота «Барнета». В марте 2018 года Уайт был признан лучшим игроком сезона в «Ньюпорте» по версии газеты South Wales Argus. На церемонии награждения главный тренер «Ньюпорт Каунти» Майк Флинн назвал Уайта «лучшим игроком, который клуб когда-либо брал в аренду». В сезоне 2017/18 провёл за «Ньюпорт» 42 матча и забил 1 гол в рамках Лиги 2.
3 января 2019 года Уайт перешёл в клуб Лиги 1 «Питерборо Юнайтед» на правах аренды. 5 января 2019 года дебютировал за клуб в матче Кубка Англии против «Мидлсбро». Всего за время аренды он провёл за команду 16 матчей и забил 1 гол.
1 июля 2019 года Бен отправился в сезонную аренду в клуб Чемпионшипа «Лидс Юнайтед». 4 августа 2019 года дебютировал за «Лидс» в матче против «Бристоль Сити». 4 сентября 2019 года был признан лучшим игроком Чемпионшипа в августе по результатам голосования болельщиков. 23 декабря 2019 года Уайт был признан лучшим молодым игроком Чемпионшипа по версии читателей сайта Sky Sports. В сезоне 2019/20 помог «павлинам» выиграть этот Чемпионшип и выйти в Премьер-лигу, сыграв во всех 46 матчах «Лидса» в лиге. В конце июля 2020 года Уайт был признан лучшим молодым игроком «Лидс Юнайтед» в сезоне, а газета Yorkshire Evening Post признала его лучшим игроком сезона 2019/20.
1 сентября 2020 года Бен Уайт подписал с «Брайтоном» новый четырёхлетний контракт. 14 сентября 2020 года дебютировал в Премьер-лиге в матче против «Челси».
30 июля 2021 года перешёл в «Арсенал» за 50 млн фунтов.

## Карьера в сборной
2 июня 2021 года дебютировал за сборную Англии в товарищеском матче против сборной Австрии.

## Достижения

### Командные
«Лидс Юнайтед»
- Победитель Чемпионшипа: 2019/20

«Арсенал» Лондон
- Обладатель Суперкубка Англии: 2023

Сборная Англии
- Серебряный призёр Чемпионата Европы: 2020

### Личные
- Игрок года в «Ньюпорт Каунти» по версии South Wales Argus: 2017/18
- Молодой игрок сезона в «Лидс Юнайтед»: 2019/20
- Игрок сезона по версии Yorkshire Evening Post: 2019/20
- Игрок месяца в Чемпионшипе: август 2019
- Гол месяца в Чемпионшипе: июль 2019[18]